# Norakuro

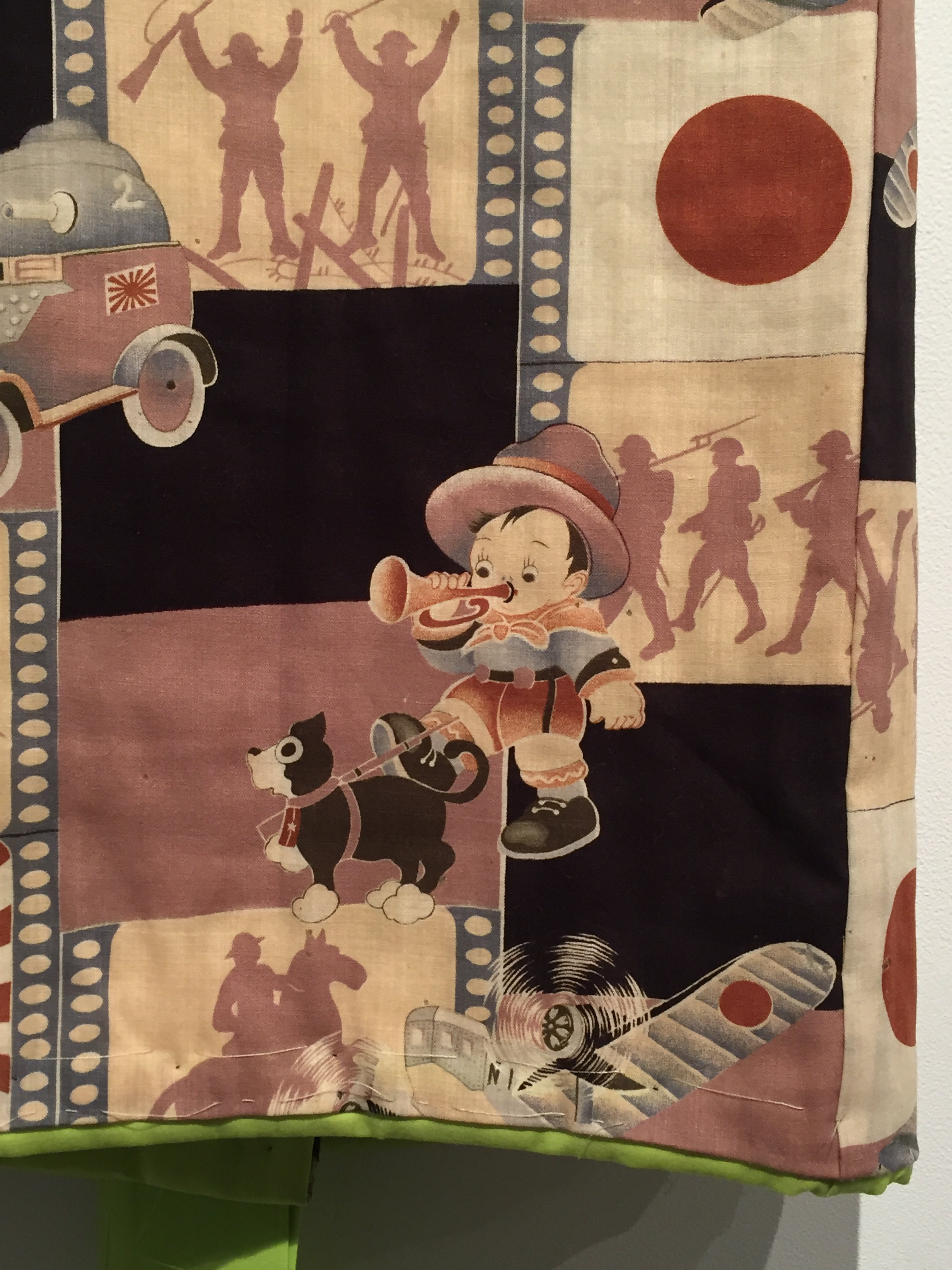
Detalle de un quimono de lana para niño, como propaganda de guerra contra China (ca. 1933).

Norakuro (のらくろ) es una serie cómica de manga japonesa creada por en 1931 Suihō Tagawa y publicada por Kōdansha en Shōnen Kurabu. En diferentes versiones Norakuro estuvo vigente hasta los 1990s. 

## El personaje
El protagonista titular, Norakuro, o Norakuro-kun, es un perro blanco y negro inspirado en el gato Félix El nombre "Norakuro" es una abreviatura de "norainu" (野良犬, perro perdido) y "Kurokichi" (黒吉, el nombre del perro, que significa literalmente "negra fortuna").
Norakuro influyó fuertemente en Machiko Hasegawa, la autora de Sazae-san, quien aprendió con su autor Suihō Tagawa, así como en Hiromu Arakawa, autora de Fullmetal Alchemist.
Hay un extracto que aparece en la sexta antología de Kramer's Ergot Comics, que es el único ejemplo del trabajo de Tagawa publicado en inglés.

## Historia
En la historia original, el personaje central Norakuro era un soldado que servía en un ejército de perros llamado "brigada de perros feroces" (猛犬 連隊 mōkenrentai). La publicación de la tira comenzó en Shōnen Kurabu de Kōdansha en 1931, y se basó en el Ejército Imperial Japonés de la época. El artista del manga, Suihō Tagawa, había servido en el Ejército Imperial a partir de 1919 a 1922. Norakuro se promueve gradualmente de recluta a sargento en las historias, que son episodios chistosos y divertidos. Pero, eventualmente, se convirtió en cuentos propagandísticos de hazañas militares contra el "ejército de cerdos" en el "continente" - una referencia apenas velada a la segunda guerra sino-japonesa.
La serialización de Norakuro se detuvo durante la Segunda Guerra Mundial. Después de la guerra, debido a la popularidad de la tira, el personaje volvió en varias formas, como un luchador de sumo y un botánico.
También se han producido cortometrajes animados en los años 1930 basados en el Norakuro militar, similares a los cortometrajes animados de el gato Félix, y dos series anime de Norakuro en la posguerra, en 1970 y 1987, ambas transmitidas por Fuji TV. En la serie de 1970, la voz de Norakuro fue interpretada por Nobuyo Ōyama, también conocida como la voz de Doraemon. En la serie de 1987, la voz de Norakuro-Kun fue interpretada por Chika Sakamoto, también conocida como la voz de Sailor Star Healer en Sailor Moon Sailor Stars, mientras que la voz de Norayama Kurokichi fue interpretado por el fallecido actor de voz Jōji Yanami, también conocido como la voz del narrador de la saga de Dragon Ball. Durante la década de 1980 y principios de 1990 Norakuro fue la mascota de la Escuela de Entrenamiento Físico (Tai-Iku Gakko) de las Fuerzas de Autodefensa de Japón.

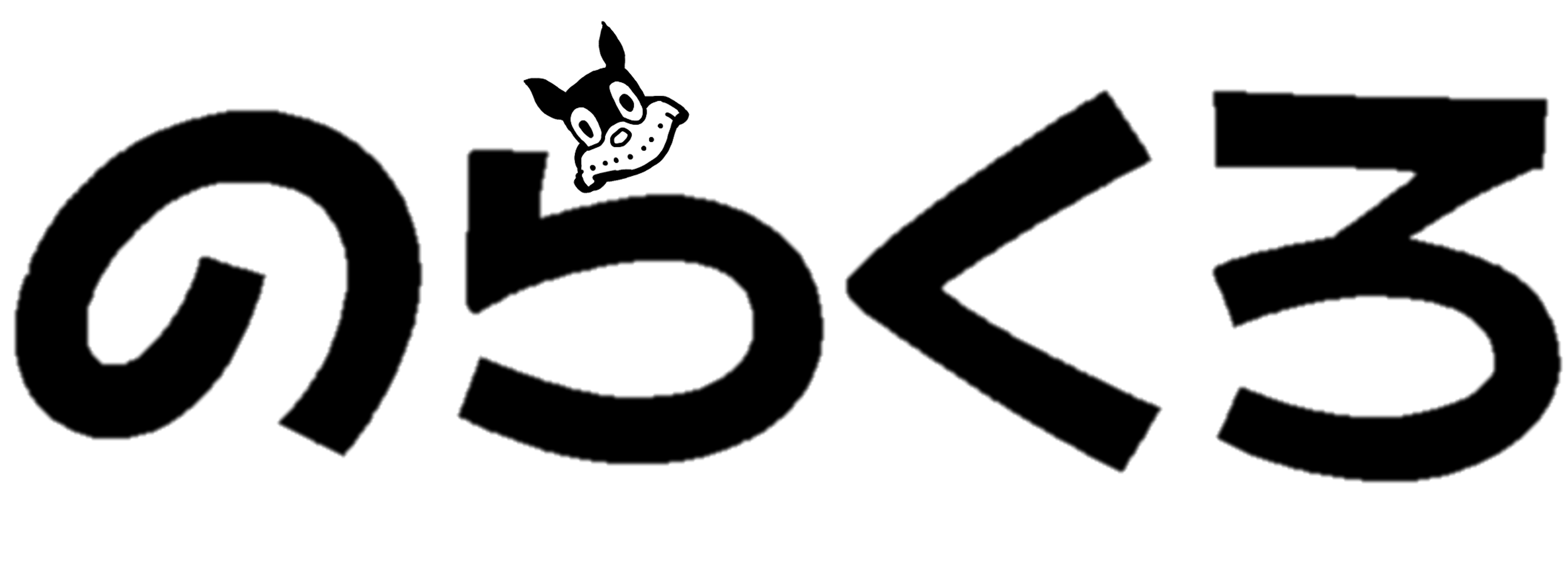
Logotipo de la serie de 1970.

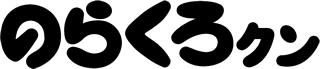
Logotipo de la serie de 1987.

## Galería

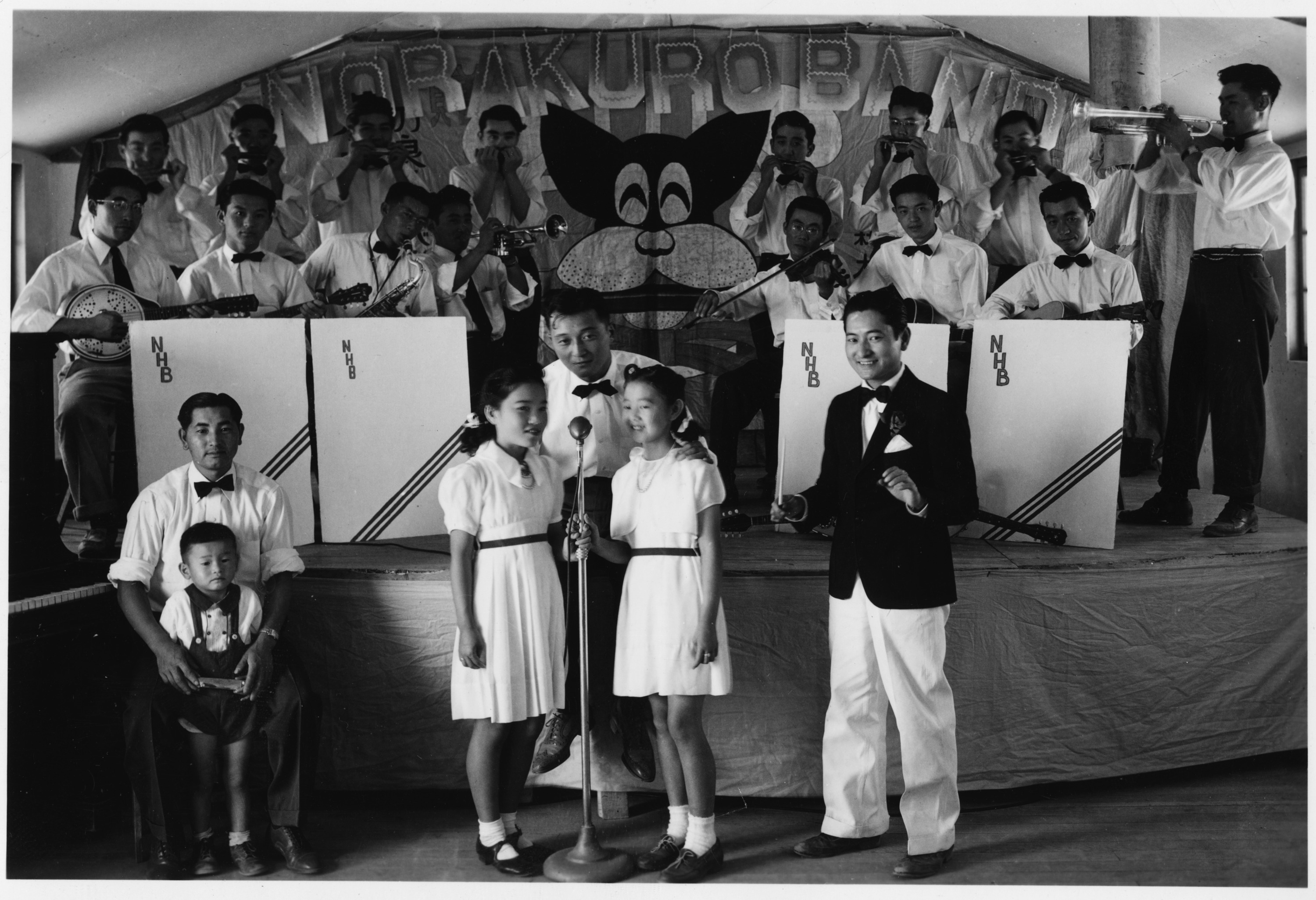
Fotografía de la Banda Norakuro tomado en el Centro de reubicación de Minidoka en Hunt, Idaho, Estados Unidos, el 20 de Agosto de 1943.
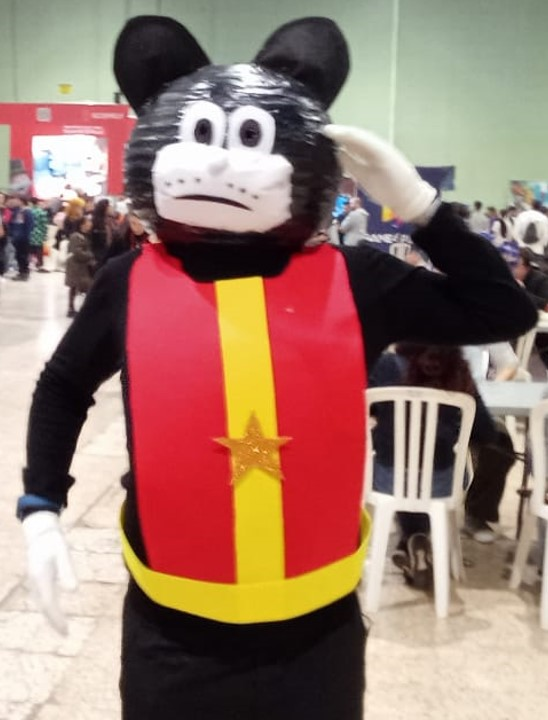
Un Cosplay de Norakuro en el Mangafest Sevilla, el 9 de Diciembre de 2023
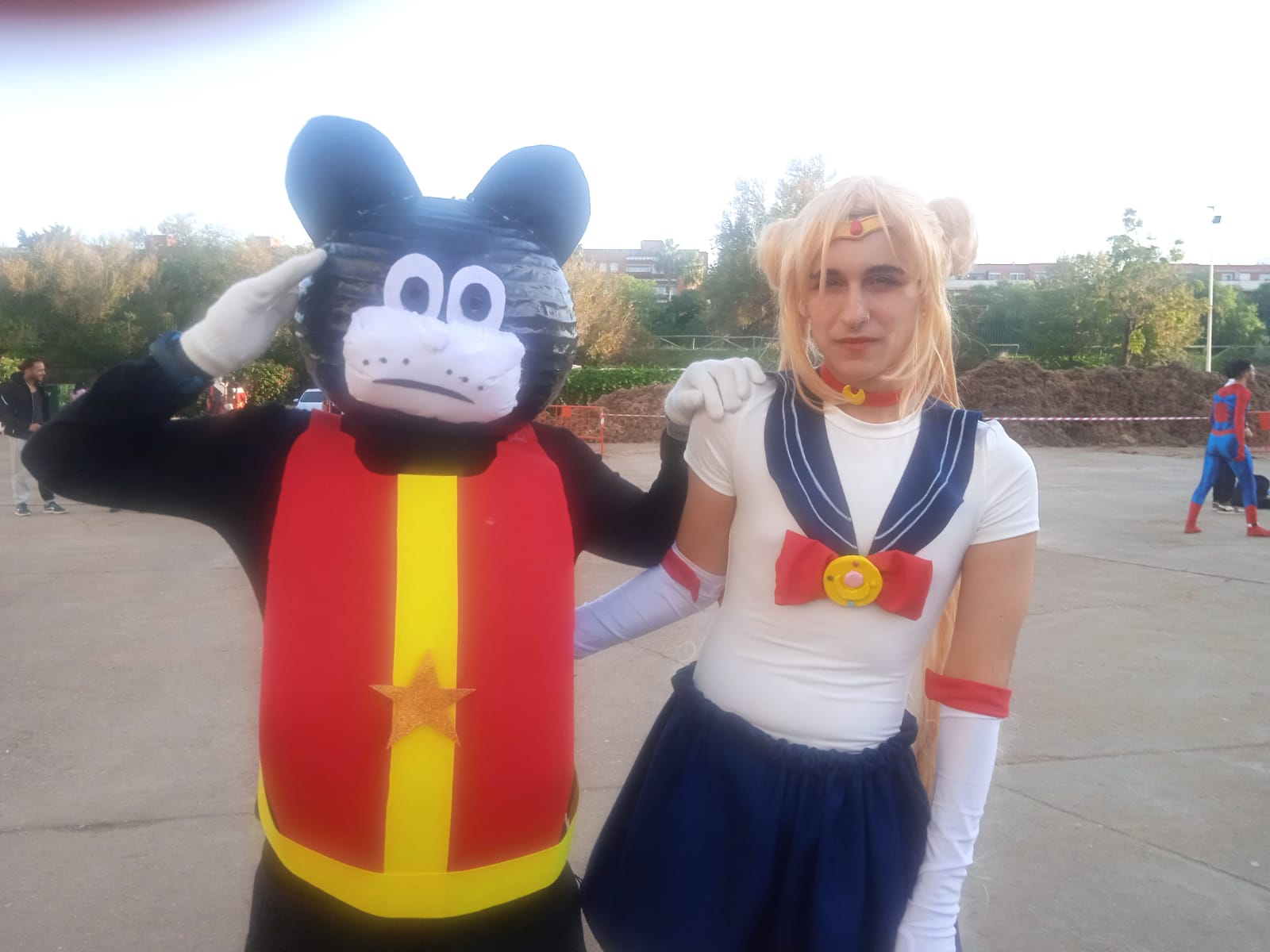
Cosplays de Norakuro y Usagi Tsukino de Sailor Moon en el Mangafest Sevilla 2023.